# Radio Blagon
 (octobre 2008).
Si vous disposez d'ouvrages ou d'articles de référence ou si vous connaissez des sites web de qualité traitant du thème abordé ici, merci de compléter l'article en donnant les références utiles à sa vérifiabilité et en les liant à la section « Notes et références ».
Radio Blagon est une webradio musicale associative française créée en octobre 2004 et basée à Lanton, en Gironde. Elle a disparu en 2011.
Elle diffuse principalement de la musique francophone et notamment du rock, de la chanson française, du reggae, de la musique électronique, etc.

## Contenu
Radio Blagon propose un bouquet radiophonique composé de 8 canaux différents : 7 canaux musicaux (Rock Français, Scène française, Canal Hard, Canal festif, Canal électro-rock, Canal ambient et Canal Reggae Îles), et un canal vidéo (Télé Blagon) diffusant des clips vidéos.
La radio est d'abord diffusée sur Internet, mais possède aussi un canal FM sur lequel elle diffuse pendant l'été.
Radio Blagon diffuse des artistes de différentes origines géographiques : France, Québec, Suisse, Belgique, Mali, Côte d'Ivoire, Haïti. Elle diffuse aussi des artistes auto-produits peu connus.

## L'association
L'association est initiée en 2004 par Fanny et Olivier Vedel, qui accueillent chez eux les locaux de la radio jusqu'en 2011.
La webradio est gérée par une association loi de 1901. La webradio ne diffusant pas de publicité, les droits de diffusion sont payés par les cotisations des membres.
Radio Blagon est membre depuis mars 2006 du Syrol (syndicat des webradios), une association créée afin de défendre les intérêts des webradios françaises.

## Autres activités de Radio Blagon
L'association Radio Blagon est partenaire de manifestations musicales comme le festival D'Hilbesheim en Alsace ou le tremplin rock de Lanton en Aquitaine.
L'association a organisé le 19 août 2006 un concert de soutien, aux enfants d'Haïti avec la rencontre de l'artiste camerounais Idy Oulo et d'un artiste haïtien Bob Bovano. L'intégralité des recettes a été reversée aux enfants d'Haïti.
L'association est éditrice de l'album de Nicogé (chanteur du groupe Le Clandestin) sorti fin 2006.